# Patiala Bawa
Patiala Bawa is een bestuurslaag in het regentschap West-Soemba van de provincie Oost-Nusa Tenggara, Indonesië. Patiala Bawa telt 1971 inwoners (volkstelling 2010).